# Karl F. Koopman
Karl Friedrich Koopman (* 1. April 1920 in Honolulu, Hawaii; † 22. September 1997 in Manhattan, New York City, New York), häufig Karl Koopman oder Karl F. Koopman, war ein US-amerikanischer Mammaloge. Ein Forschungsschwerpunkt waren die Fledermäuse.

## Leben
Karl Koopman war der Sohn von Karl H. Koopman und Mary Koopman, geborene Brown. Sein Vater war Bibliothekar. Als Koopman zwei Jahre alt war, zog die Familie nach Los Angeles, wo er mit seiner jüngeren Schwester die Grundschule besuchte. Koopmans lebenslanges Interesse an der Zoologie wurde im Los Angeles County Museum of Natural History entfacht, das er häufig in seiner Kindheit besuchte. Anfang der 1930er Jahre zog die Familie nach New York City, nachdem Koopmans Vater an der Fakultät des Bard College in Red Hook ein Stellenangebot erhielt. Koopman absolvierte mehrere Jahre die Highschool in New York City und später in South Carolina, während sein Vater dort als Bibliothekar am Militärcollege The Citadel tätig war.
Nach seinem Highschool-Abschluss begann Koopman zunächst ein Chemiestudium an der Columbia University. Seminare in Evolution und Paläontologie veranlassten ihn jedoch, zur Zoologie zu wechseln. 1943 erlangte Koopman den Bachelor of Science und 1945 den Master of Science. Während seiner Studienzeit arbeitete Koopman mit dem Populationsgenetiker Theodosius Dobzhansky an einer Reihe von Experimenten mit Taufliegen. 1950 wurde er mit der Dissertation Natural selection for reproductive isolation between Drosophila  pseudoobscura  and Drosophila  persimilis zum Ph.D. promoviert. Im selben Jahr wurde eine gekürzte Version der Dissertation in der Fachzeitschrift Evolution publiziert, was als erste wissenschaftliche Veröffentlichung Koopmans gilt. 
Nach dem Abschluss seines Studiums lehrte Koopman von 1949 bis 1950 im Middletown Collegiate Center und anschließend sechs Jahre als Instructor in Biologie am Queens College. Von 1958 bis 1961 arbeitete er als Assistenzkurator an der Academy of Natural Sciences in Philadelphia und am Field Museum of Natural History in Chicago. Im Jahr 1961 wurde er Assistenzkurator an der Säugetier-Abteilung des American Museum of Natural History in New York City, 1966 stellvertretender Kurator und 1978 Kurator. 1985 ging er als Kurator emeritus in den Ruhestand.

## Dedikationsnamen und Würdigungen
Nach Koopman sind die mäuseartigen Nagetiere Chiropodomys karlkoopmani, Monticolomys koopmani und Rattus koopmani benannt. 1960 wurde ihm die heute ausgestorbene Fledermaus-Art Antrozous koopmani gewidmet. Die Fledermausart Sturnira koopmanhilli aus Ecuador ist nach Karl Koopman und John Edwards Hill benannt. 1977 wurde er für seine Verdienste um die Fledermausforschung vom North American Symposium on Bat Research mit dem Gerrit S. Miller Award ausgezeichnet. 1988 erhielt er den Hartley T. Jackson Award der American Society of Mammalogists. 1990 wurde er zum Ehrenmitglied der American Society of Mammalogists gewählt.